# Jack Perry (luchador)
Jack Perry (nacido el 16 de junio de 1997) es un luchador profesional estadounidense que actualmente firmó con All Elite Wrestling (AEW), donde compite bajo su nombre real. Anteriormente competía bajo el nombre de Jungle Boy. Fue parte del equipo de "Jurassic Express" con Luchasaurus. Es hijo del actor Luke Perry.
Perry a lo largo de su carrera ha sido una vez Campeón Mundial en Parejas de AEW y una vez Campeón de FTW.

## Primeros años y personal
Jack Perry nació en Los Ángeles, California, el 15 de junio de 1997. Es hijo del actor Luke Perry (1966-2019) y Rachel Sharp (nacido en 1969). El abuelo materno de Perry es el novelista y guionista escocés Alan Sharp (1934–2013). 
Perry creció como fan de la lucha libre profesional y asistió a la WWE 's 2009 SummerSlam pay-per-view evento con su padre a la edad de doce años.
El 28 de junio de 2021, Perry reveló a través de las redes sociales que actualmente tiene una relación con su compañera luchadora de AEW Anna Jay.

## Carrera profesional de lucha libre

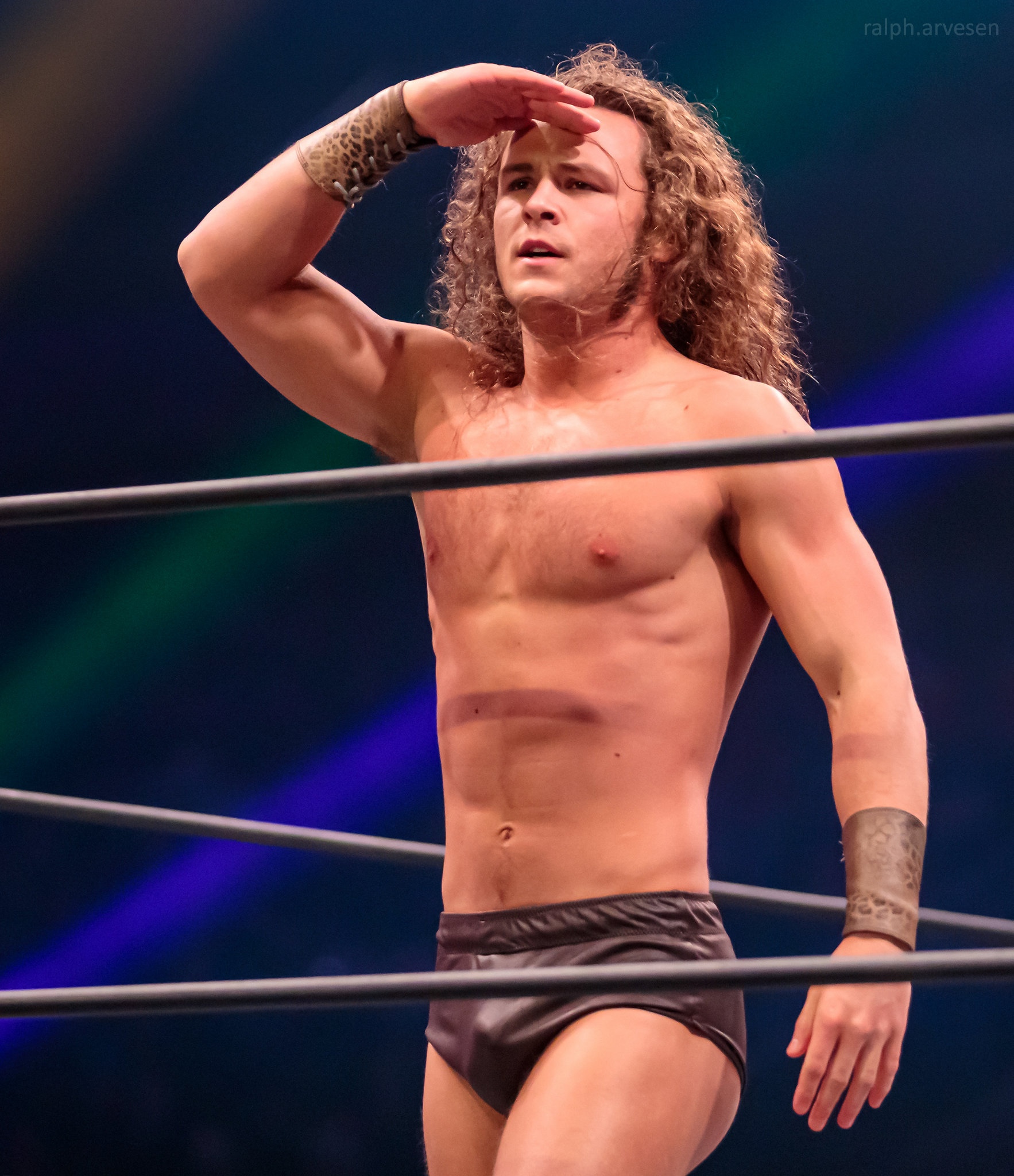
Jack Perry en un combate.

### Carrera temprana (2015–2019)
Perry comenzó su carrera en el circuito independiente en 2015 bajo el nombre de Nate Coy. El 20 de noviembre de 2016, Coy ganó la West Coast Cruiser Cup 2016. El 17 de agosto de 2018, Coy ganó el All Pro Wrestling Junior Heavyweight Championship, su primer campeonato profesional de lucha libre. Más tarde se lo perdió a Jake Atlas en el evento Bay Area Bash el 15 de junio de 2019. En febrero de 2019, Jungle Boy formó un equipo con el luchador independiente Luchasaurus, apodado "A Boy and His Dinosaur". En mayo de 2019, Perry luchó y derrotó al actor David Arquette en un evento de Bar Wrestling, en un partido tributo al difunto padre de Perry. 

### All Elite Wrestling (2019–2025)

#### Jurassic Express (2019-2022)
En enero de 2019, Perry firmó con la nueva promoción All Elite Wrestling (AEW), bajo el nombre de Jungle Boy. Hizo su AEW en el evento inaugural de la compañía Double or Nothing el 25 de mayo, compitiendo en el Casino Battle Royale previo al show, pero Jimmy Havoc lo eliminó. El mes siguiente en el AEW Fyter Fest, Jungle Boy luchó contra Jimmy Havoc, Adam Page y MJF en un combate a cuatro bandas, que Page ganó. En AEW Fight for the Fallen el 13 de julio, Jungle Boy se unió a Luchasaurus contra Angélico y Jack Evans y The Dark Order (Evil Uno y Stu Grayson) en un combate de tres equipos, pero The Dark Order ganó. Poco después, Jungle Boy y Luchasaurus se aliaron con Marko Stunt, creando una nueva facción llamada "Jurassic Express". en Todos a la calle el 31 de agosto, el Jurassic Express fue derrotado por el sur de California sin censura (Christopher Daniels, Frankie Kazarian y Scorpio Sky) en una pelea por equipos de seis hombres. En octubre, Jungle Boy y Stunt compitieron en un torneo para determinar los campeones inaugurales de AEW World Tag Team, pero fueron eliminados por los Lucha Brothers (Pentagón Jr. y Rey Fénix). 
En el episodio del 20 de noviembre de AEW Dynamite, Jungle Boy compitió en Dynamite Dozen Battle Royale, pero no pudo ganar. En el episodio del 4 de diciembre, Jungle Boy fue desafiado por el Campeón Mundial de AEW Chris Jericho a durar 10 minutos en el ring con él, lo que hizo con éxito en el episodio del 18 de diciembre de Dynamite. En el episodio del 15 de enero de 2020 de AEW Dark, Jungle Boy obtuvo su primera victoria en AEW, después de que Jurassic Express derrotó a Strong Hearts (CIMA, El Lindaman y T-Hawk). En el episodio del 19 de febrero de Dynamite, Jungle Boy y Luchasaurus compitieron en una batalla de equipo real para determinar los contendientes número uno para el Campeonato Mundial en Parejas de AEW, pero el combate fue ganado por The Young Bucks (Matt Jackson y Nick Jackson).
En sus entradas, Perry usa la canción Tarzan Boy, tema que hizo popular al grupo Baltimora en 1985. El 7 de marzo de 2021 en Revolution, Jungle Boy y Luchasaurus compitieron en el Casino Tag Team Battle Royale pero fueron derrotados. En Double or Nothing, evento celebrado el 30 de mayo, Jungle Boy obtuvo la victoria derrotando en la final a Christian Cage. Gracias a esta victoria pudo retar al campeón mundial Kenny Omega en el Dynamite del 26 de junio, donde sería derrotado.
A pesar de no obtener la victoria en ese combate titular, siguió logrando triunfos en las ediciones de Dark y Elevation, lo que le permitió ser el primer luchador de todo el roster de AEW en llegar a las 50 victorias. Debido a esto, recibió una condecoración por parte de la empresa.
El 5 de enero de 2022 durante un episodio de Dynamite, Jungle Boy y Luchasaurus derrotaron a los Lucha Brothers y ganaron los Campeonatos Mundiales en Parejas de AEW. El 6 de marzo en Revolution retuvieron los campeonatos ante The Young Bucks y reDRagon (Bobby Fish & Kyle O'Reilly). El 27 de mayo en Double or Nothing retuvieron sus campeonatos ante Team Taz (Ricky Starks & Powerhouse Hobbs) y Swerve in Our Glory (Keith Lee & Swerve Strickland). Sin embargo, el 15 de junio de 2022 en el especial Dynamite: Road Rager, Jungle Boy y Luchasaurus perdieron los campeonatos ante The Young Bucks en un combate en escaleras finalizando su reinado de 161 días como campeones. Al finalizar el combate, Christian Cage traicionó a Jungle Boy golpeando con una silla.

#### 2022-presente
Jungle Boy comenzó una rivalidad con Christian Cage, pactaron su lucha para el 4 de septiembre de 2022 en All Out, sin embargo fue atacado por su excompañero Luchasaurus durante su entrada haciendo que pierda en solo 20 segundos. En Full Gear realizado el 19 de noviembre, Jungle Boy tuvo un combate e una jaula de acero ante Luchasaurus en dónde salió vencedor. Jungle Boy continuo haciendo retos abiertos en algunas ediciones de Dynamite, incluso formando una alianza con Hook. El 5 de marzo de 2023 en Revolution derrotó finalmente a Christian Cage en un Final Bury Match.
Jungle Boy continuó su alianza con Hook, el 25 de junio tras aceptar el reto abierto de Sanada, Jungle Boy obtuvo un combate contra Sanada por el Campeonato Mundial Peso Pesado de IWGP en Forbidden Door, sin embargo no tuvo mucho éxito ya que perdió el combate. Tras finalizar el combate, Jungle Boy atacó a Hook haciendo su cambio a heel. El 19 de julio en el especial Dynamite:Blood and Guts empezaría únicamente a usar su nombre real, Jack Perry, dejando a lado Jungle Boy, enfrentándose a Hook por el Campeonato de FTW, Perry golpeó a Hook con el campeonato después de que el árbitro quedó noqueado, ganando así el campeonato y siendo así su primer campeonato en solitario en AEW.
El 9 de agosto de 2023, Perry defendió exitosamente su campeonato ante Rob Van Dam en una FTW Rules Match. El 26 de agosto durante un episodio de Collision, Perry iba a retirar y destruir el Campeonato de FTW, sin embargo el excampeón Hook lo impidió atacando a Perry y pactando una lucha para el día posterior por el campeonato en la Zero Hour de All In desde el Estadio de Wembley en Londres frente a más de 80,000 personas. En All In, Jack Perry perdió el Campeonato de FTW ante Hook.

## Vida personal
Es hijo del fallecido actor estadounidense, Luke Perry. Jack Perry mantiene una relación con su compañera y luchadora Anna Jay.

### Controversia
En agosto de 2023 durante las grabaciones de Collision previo a All In, Jack Perry planeo que en su segmento se utilizara cristal real para verse más realista al momento de romperlo, sin embargo, su compañero CM Punk se lo impidió ya que podría resultar arriesgado utilizar cristal real. El 27 de agosto en All In durante su combate contra Hook ambos estrellaron un cristal real de un vehículo, durante el combate Perry dijo en la cámara "cristal real, ve a llorar a un río", refiriéndose a la discusión que tuvo con CM Punk. Tras finalizar su combate se reportó que Jack Perry y CM Punk tuvieron una discusión que terminó en una pelea física, sin embargo todo el vestidor logró separarlos ya que CM Punk tendría el combate inicial ante Samoa Joe, debido a esto se le pidió a Jack Perry abandonar el estadio y Punk suspendió tras finalizar su combate. Sin embargo el 2 de septiembre de 2023, CM Punk fue despedido de la compañía y Perry suspendido.

## Campeonatos y logros
- All Elite Wrestling
  - AEW TNT Championship (1 vez)
  - FTW Championship (1 vez)

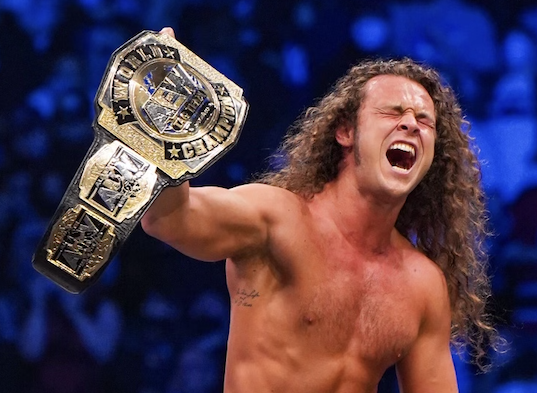
Jack Perry con el cinturón del AEW World Tag Team Championship.

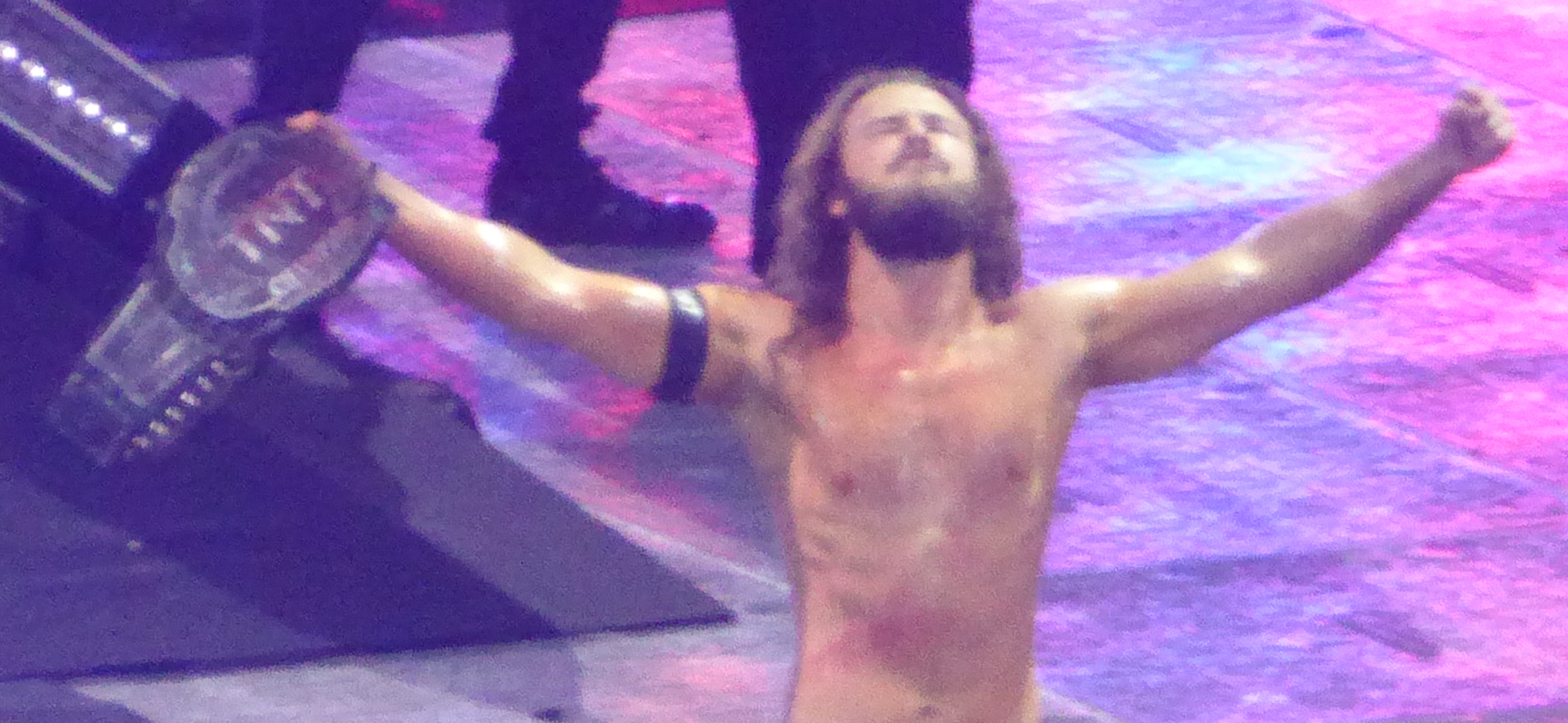
Perry como campeón del AEW TNT Championship.

  - AEW World Tag Team Championship (1 vez) – con Luchasaurus
  - Casino Battle Royale (2021)

- All Pro Wrestling
  - APW Junior Heavyweight Championship (1 vez)[3]

- DDT Pro-Wrestling
  - Ironman Heavymetalweight Championship (1 vez)

- Underground Empire Wrestling
  - West Coast Cruiser Cup (2016)

- ESPN
  - Situado en el N°13 de los 30 Mejores Luchadores menores de 30 años de 2023[4]

- Pro Wrestling Illustrated
  - Situado en el Nº280 en los PWI 500 de 2019[5]
  - Situado en el Nº93 en los PWI 500 de 2020
  - Situado en el Nº69 en los PWI 500 de 2021
  - Situado en el Nº90 en los PWI 500 de 2022
  - Situado en el Nº73 en los PWI 500 de 2023
  - Situado en el Nº59 en los PWI 500 de 2024

- Wrestling Observer Newsletter
  - Rookie of the Year (2019)[6]
  - Lucha 5 estrellas (2021) con Luchasaurus & Christian Cage vs SuperKliq (Adam Cole & The Young Bucks) en Full Gear el 13 de noviembre